# Jean Bolland

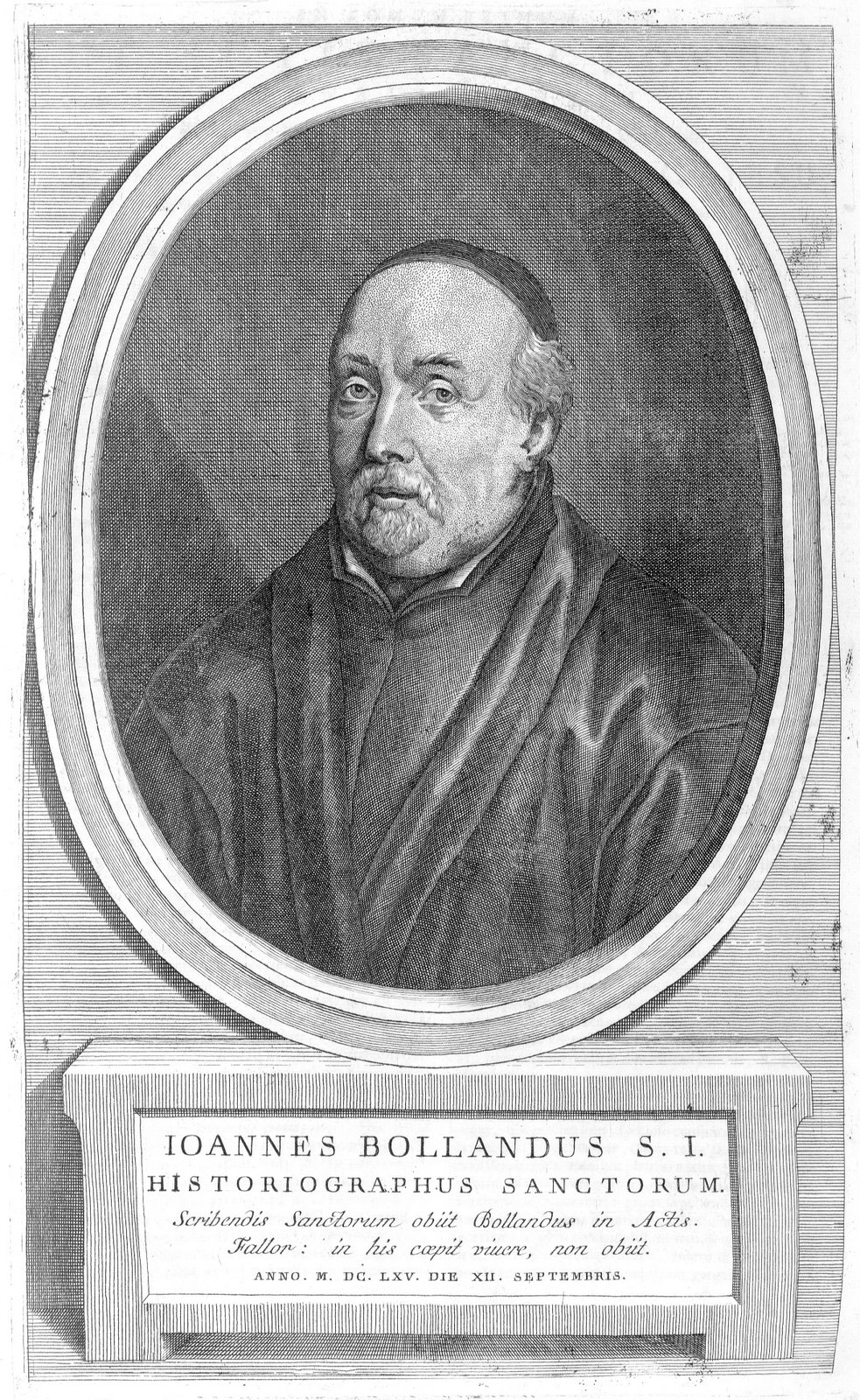
Jean Bolland

Jean Bolland (Latijn: Johannes Bollandus; Julémont, 18 augustus 1596 - Antwerpen, 12 september 1665) was een Zuid-Nederlands jezuïet en een hagiograaf. 
Jean Bolland werd in 1596 geboren in Julémont, op de grens van Land van Herve en het graafschap Dalhem. Bolland stelde vijf delen met heiligenlevens samen, die de Acta Sanctorum werden genoemd. Zijn werk werd na zijn dood voortgezet door anderen, die naar hem de bollandisten werden genoemd. Bolland overleed op negenenzestigjarige leeftijd in Antwerpen. 
Een van zijn leerlingen was Daniël van Papenbroeck.
- Biblioteca Nacional de España: XX860893
- Bibliothèque nationale de France: cb120715475 (data)
- Biografisch Portaal: 26336112
- Catàleg d'autoritats de noms i títols de Catalunya: 981058516510506706
- CiNii: DA04596398
- Digitale Bibliotheek voor de Nederlandse Letteren: boll007
- Gemeinsame Normdatei: 129204668
- International Standard Name Identifier: 0000 0001 0892 7802
- Library of Congress Control Number: n86049309
- Nationale Bibliotheek van Tsjechië: xx0047737
- Nationale Bibliotheek van Israël: 987007430251305171
- Nederlandse Thesaurus van Auteursnamen: 07088997X
- Istituto Centrale per il Catalogo Unico: UFIV050588
- SNAC: w6qg6b5t
- Système universitaire de documentation: 028996178
- Trove: 1002812
- Virtual International Authority File: 44321670
- WorldCat: E39PBJtcBvChDQ7Fcw96mh67pP